# George Bromilow
George Joseph Bromilow (Southport, 4 dicembre 1931 – Southport, 19 dicembre 2005) è stato un calciatore inglese, di ruolo attaccante.

## Carriera

### Club
Dopo aver giocato a livello semiprofessionistico con i Northern Nomads, nel 1955, all'età di 24 anni, va a giocare nella terza divisione inglese al Southport, club della sua città natale. Dopo tre stagioni in questa categoria trascorre la stagione 1958-1959 nel neonato campionato di Fourth Division (quarta divisione, a sua volta professionistica), lasciando poi il club al termine della stagione 1958-1959 dopo complessive 84 presenze e 37 reti in partite di campionato. Gioca in seguito nei semiprofessionisti del Bishop Auckland.

### Nazionale
Ha partecipato ai Giochi Olimpici del 1956, nei quali ha segnato 2 reti in altrettante presenze: in particolare ha segnato una doppietta il 26 novembre 1956 nella vittoria per 9-0 contro la Thailandia ed è poi sceso in campo, questa volta senza segnare, anche nella partita del successivo 30 novembre persa per 6-1 contro la Bulgaria e valevole per i quarti di finale.

## Palmarès

### Club

#### Competizioni regionali
- Northern League Cup: 1

Bishop Auckland: 1959-1960